# Kenji Yamamoto (compositeur né en 1964)
Pour les articles homonymes, voir Kenji Yamamoto.
 (septembre 2011).
Si vous disposez d'ouvrages ou d'articles de référence ou si vous connaissez des sites web de qualité traitant du thème abordé ici, merci de compléter l'article en donnant les références utiles à sa vérifiabilité et en les liant à la section « Notes et références ».
Kenji Yamamoto (山本 健誌, Yamamoto Kenji) est un compositeur japonais de musique de jeu vidéo né le 25 avril 1964, travaillant pour la société Nintendo.

## Compositions
- 1987: Mike Tyson's Punch-Out!! (avec Yukio Kaneoka et Akito Nakatsuka)
- 1988: Famicom Tantei Club: Kieta Kōkeisha
- 1988: Famicom Wars (avec Hirokazu Tanaka)
- 1989: Famicom Tantei Club Part II: Ushiro ni Tatsu Shōjo
- 1990: Radar Mission[1]
- 1994: Super Metroid (avec Minako Hamano)
- 1995: Galactic Pinball
- 1999: Famicom Bunko: Hajimari no Mori
- 2001: Mario Kart: Super Circuit (sound support)
- 2002: Sakura Momoko no Ukiuki Carnival (sound support)
- 2002: Metroid: Fusion (sound designer)
- 2002: Metroid Prime (avec Kouichi Kyuuma)
- 2004: Metroid Prime 2: Echoes
- 2004: Metroid: Zero Mission (avec Minako Hamano)
- 2005: Advance Wars: Dual Strike (avec Yoshito Hirano)
- 2005: Metroid Prime Pinball (avec Masaru Tajima)
- 2006: Excite Truck (avec Masaru Tajima)
- 2006: Metroid Prime Hunters (superviseur sonore)
- 2007: Metroid Prime 3: Corruption (avec Minako Hamano et Masaru Tajima)
- 2010: Donkey Kong Country Returns[2] (avec Minako Hamano, Masaru Tajima, Shinji Ushiroda et Daisuke Matsuoka)
- 2014: Super Smash Bros. for Wii U (arrangements collaboratifs)